# Lay Raksmey
Lay Raksmey (29 ottobre 1989) è un calciatore cambogiano, di ruolo difensore.

## Carriera
Con la Nazionale cambogiana ha preso parte alle qualificazioni per i Mondiali del 2014.